# Seseli ponticum
Pontisk säfferot (Seseli ponticum) är en flockblommig växtart som beskrevs av Vladimir Ippolitovich Lipsky. Seseli ponticum ingår i släktet säfferötter, och familjen flockblommiga växter. Inga underarter finns listade i Catalogue of Life.